# コート・フランセーズ・ド・テール＝ヌーヴ

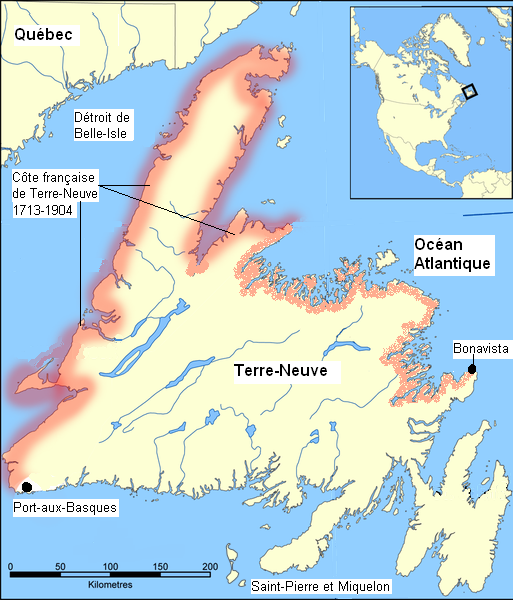
島におけるコート・フランセーズを示す地図

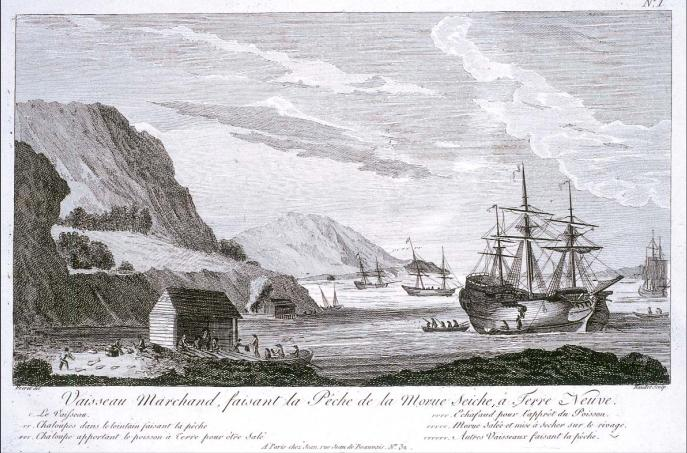
1820年代のコート・フランセーズの漁船

コート・フランセーズ・ド・テール＝ヌーヴ （Côte française de Terre-Neuve）は、ニューファンドランド島の海岸の大部分にフランスが所有していた排他的漁業権である。1713年にフランスとイギリスの間で結ばれたユトレヒト条約によって認められていた。イギリス側はフレンチ・ショア（French Shore、フランス海岸）と呼んだ。フランスは1904年にこの排他的権利を放棄している。

## 地理
ニューファンドランド島におけるフランスの漁業海岸は、東岸のボナヴィスタの町から島北端のベルアイル海峡（ラブラドール半島およびケベック州と向かい合う）まで、そこから南進しチャンネル＝ポルトー・バスクからポート・オー・ポート、そしてポート・オー・ショワまでの区間であった。

## 由来

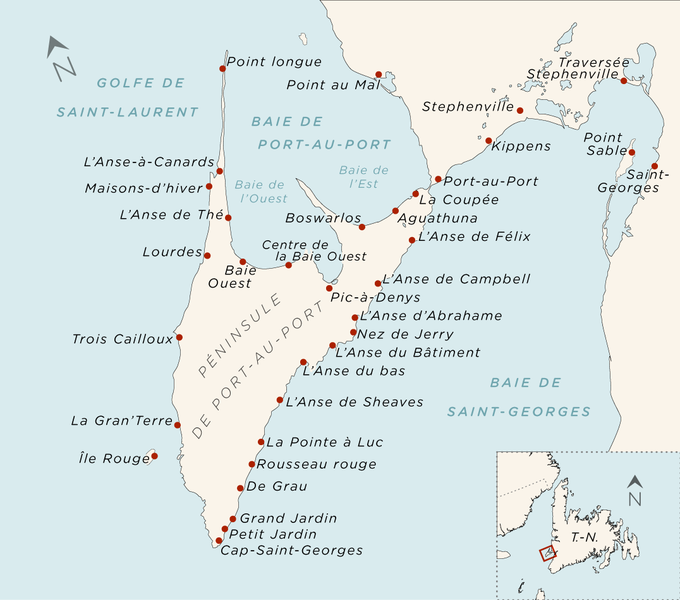
ポート・オー・ポート半島の地図。フランス語の地名が占める

地名は、ほぼ2世紀続いたフランスの排他的漁業権の証拠となる、フランス語由来のものが多い。海岸、岬、小島、湾は常にフランス語の響きをまとっている。

## 漁業
漁業はタラ中心だった。タラは特に何世紀もの間ポルトガル漁民がとっており、フランスに割譲されたニューファンドランドの海岸で乾燥させていた。

## 歴史

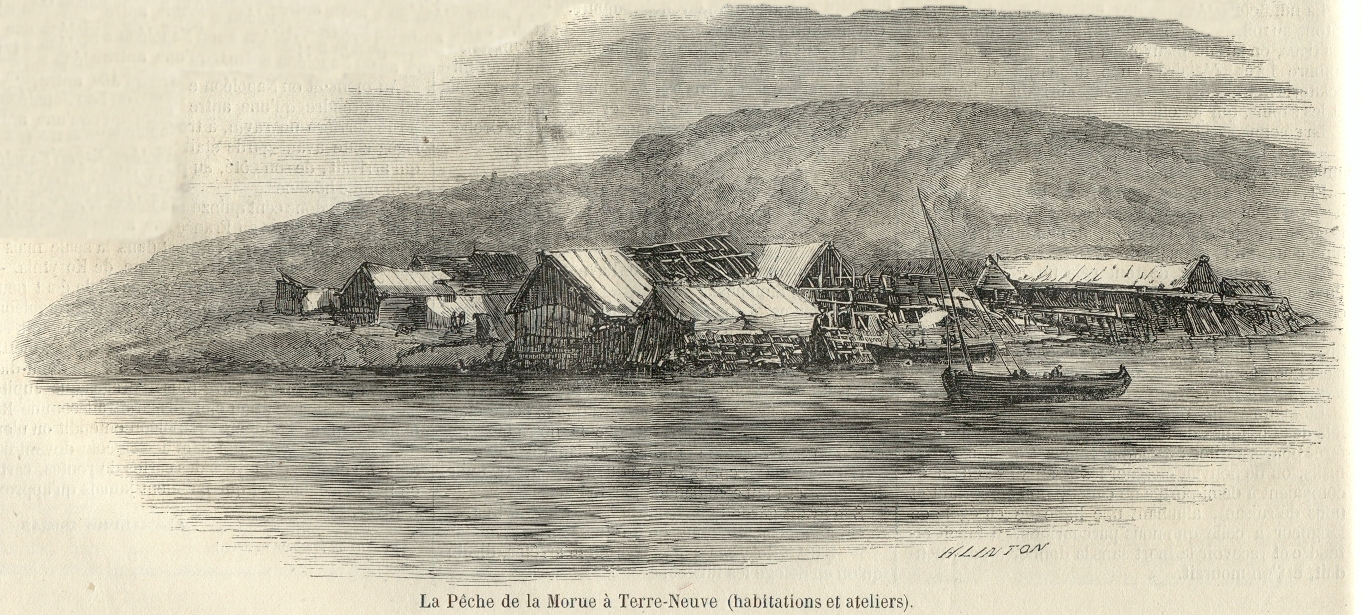
1858年に描かれた漁民の家と作業場

1713年の条約では、『フランス人は自らの充実した仕事の維持が認められる。そして漁をする権利、魚を加工し乾燥させる権利が条約によって定義されている。同様に、足場や小屋、漁船建造のために必要な木材を切ることも認められる。』とされた。しかしながら、フランス人たちは春から夏にかけての漁期にしか定住を許されず、彼らは間に合わせの退避所しかつくれず、それも毎年の漁期の終わりにフランスに戻るにあたって放棄するしかなかった。
1763年のパリ条約では、先立つ1713年の条約で決められた境界を維持したうえ、サンピエール島・ミクロン島の島々をフランスが獲得した。
ノートル・ダム湾におけるイギリス植民地の拡大は、フランス漁民との摩擦の原因となっていった。仏英は、フランス海岸の西側境界の移動に合意した。1783年から1904年まで、西のセント・ジョン岬からグレート・ノーザン半島を周回し、南のレイ岬付近までを境界とした。
1855年、ニューファンドランド島は自分たちの責任政府（en）を持つようになり、フランスがニューファンドランドにおいて海岸を排他的使用することに異議を唱えた。半世紀にわたる交渉後、英仏協商の枠組みで、1904年にフランスはイギリスと条約を結び、サンピエール島・ミクロン島周辺を除く漁業権の大半をイギリスに割譲した。経済的な補償と引き換えだけでなく、西アフリカおよび中央アフリカにおいてイギリスに対し領土の譲歩をしたフランスは、漁業権を維持したものの施設の建設は認められなかった。イギリスは最終的に1906年にフレンチ・ショアへのフランス漁船の往来を排除した。